# 리처드 브리어스
리처드 브라이어스(영어: Richard Briers, CBE, 1934년 1월 14일 ~ 2013년 2월 17일)는 영국의 배우이다.

## 서훈
- 1989년 대영 제국 훈장 4등급(OBE)[1]
- 2003년 대영 제국 훈장 3등급(CBE)[2]